# Phalloptychus
Phalloptychus es un género de peces actinopeterigios de agua dulce, distribuidos por ríos de la vertiente atlántica de América del Sur.

## Especies
Existen solo dos especies reconocidas en este género:
- Phalloptychus eigenmanni Henn, 1916
- Phalloptychus januarius (Hensel, 1868)

Además de un género de taxonomía discutida:
- Phalloptychus iheringii (Boulenger, 1889).[4]